# نهر بيوبلان
نهر بيوبلان (بالإنجليزية: Beauplan River)‏ هو نهر يقع في  جزيرة دومينيكا.